# Péonie (dème)
Cet article concerne le dème moderne. Pour la région antique, voir Péonie.
Le dème de Péonie (en grec moderne : Δήμος Παιονίας) est un dème situé dans la périphérie de Macédoine-Centrale, en Grèce.  
Il a été créé en 2010 dans le cadre du plan Kallikratis, par la fusion de quatre anciens dèmes et d'une communauté, devenus des districts municipaux. Son siège est la localité de Polykastro, sa « capitale historique » celle de Gouménissa.
Elle tient son nom de la région antique de Péonie. Une province moderne homonyme a fonctionné de 1913 à 1997 sur le territoire de quatre des districts actuels.

## Districts municipaux

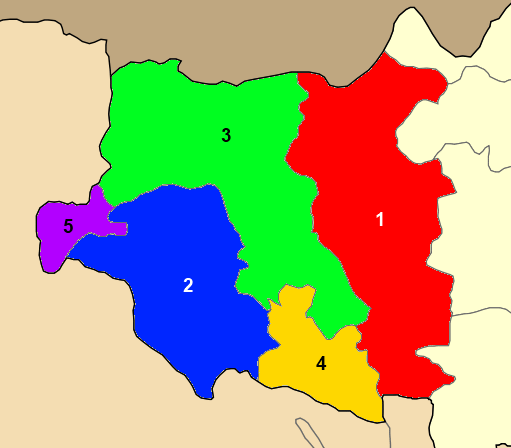
Districts municipaux du dème de Péonie

- 3 (vert). Axioupoli,
- 4 (jaune). Europós,
- 2 (bleu). Gouménissa,
- 5 (violet). Livádia,
- 1 (rouge). Polýkastro

## Galerie

Eglise d'Axioúpoli.
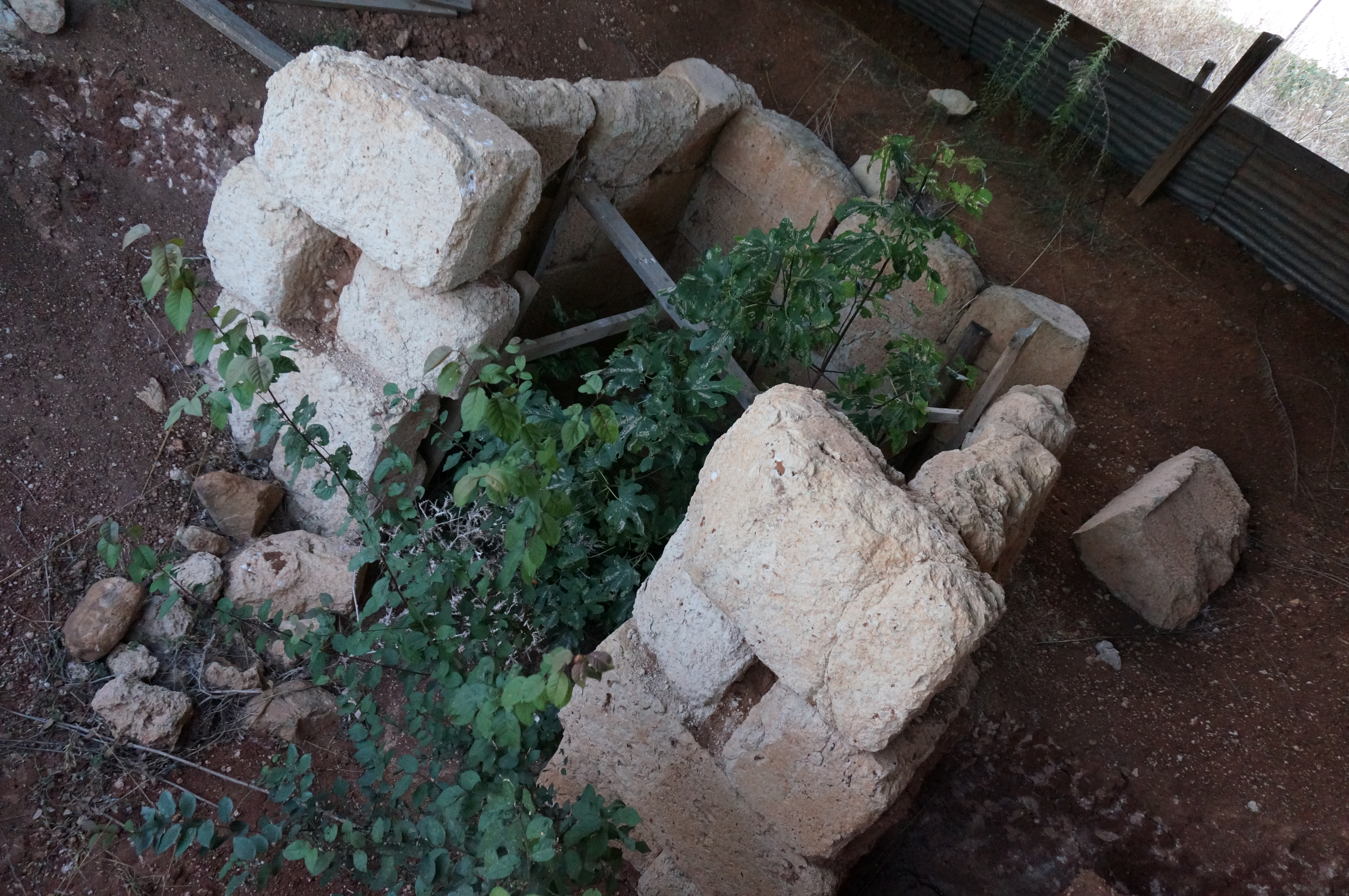
Tombes antiques de la nécropole d'Europos.
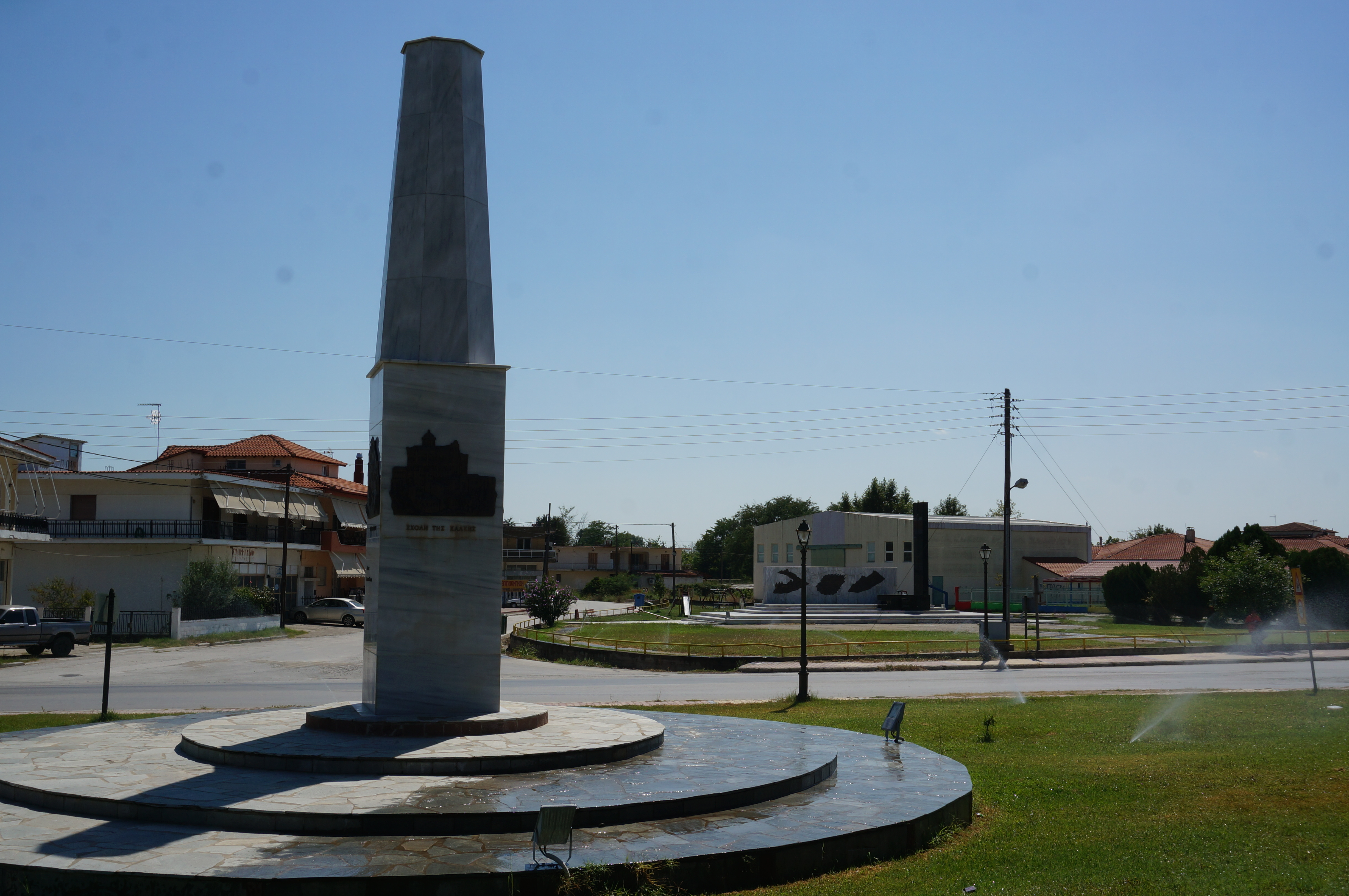
Mémorial à Polycastro.
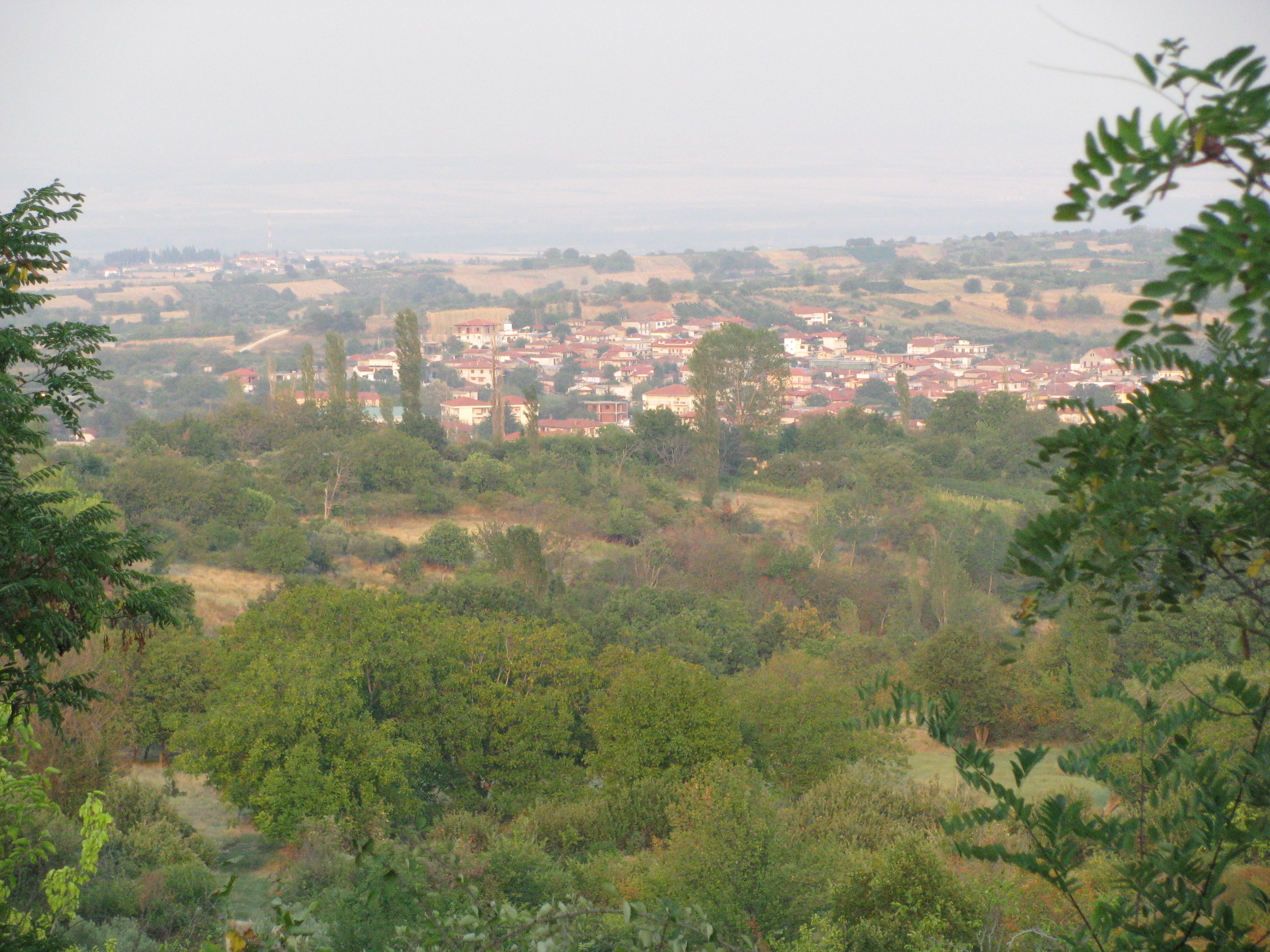
Vue de Goumenissa.